# Irakli Okrouachvili
Irakli Okrouachvili (en géorgien : ირაკლი ოქრუაშვილი) est un homme politique géorgien, né le 6 novembre 1973 à Tskhinvali en Ossétie du Sud. 

## Biographie
Appartenant, avant les manifestations de la « Révolution des Roses de 2003 », au premier cercle du président Mikheil Saakachvili, il est nommé au poste de ministre de la Défense.
En novembre 2006, il avait été écarté du gouvernement après des déclarations agressives demandant le retour dans la Géorgie des deux régions séparatistes, l'Abkhazie et l'Ossétie du Sud.
Le 25 septembre 2007, il annonce la création d'un nouveau parti politique d'opposition, le Mouvement pour une Géorgie unie et accuse le président Saakachvili d'avoir dans le passé ordonné le meurtre de plusieurs personnalités « importantes et influentes » dont un homme d'affaires connu.
Le 26 septembre 2007, toujours ministre de la Défense, il révèle que Zourab Jvania n'est pas mort dans son appartement, mais que son corps y a été transporté après son décès. 
Le 28 septembre 2007, Irakli Okrouachvili est arrêté et accusé « d'extorsion, de blanchiment d'argent, d'abus de pouvoir et de négligence lorsqu'il était en fonction au ministère de la Défense ». Plusieurs milliers de manifestants se sont réunis devant le Parlement à Tbilissi pour dénoncer cette arrestation à l'appel des partis d'opposition.
Poursuivi pour avoir ordonné lorsqu'il était ministre l'achat de kérosène à un prix surévalué auprès d'une entreprise dirigée par un ami, il a quitté la Géorgie à destination de l'Allemagne. Arrêté en Allemagne, en vertu d'un mandat d'arrêt international, il a été remis à la France qui lui avait donné un visa pour quitter son pays.
La demande d'extradition le visant précise qu'Irakli Okrouachvili est mis en cause dans plusieurs affaires, lancées par la Cour des comptes entre septembre 2006 et janvier 2007 : l'acquisition par le ministère de la Défense, qu'il dirigeait alors, de 63 millions de cartouches inutilisables ; la construction de deux bases militaires sans appel d'offres ; des faits de blanchiment dans une opération immobilière à Tbilissi ; enfin, des opérations suspectes autour de 2,5 % des actions d'une société de téléphonie mobile, Geocell, passées sous le contrôle indirect de M. Okrouachvili.
Il est condamné fin mars 2008 par contumace à onze ans de prison, notamment pour corruption passive, et il aurait obtenu l'asile en France en avril 2008, information que l'OFPRA a refusé de commenter.
Okrouachvili revient en Géorgie en novembre 2012 et est arrêté. Le 8 janvier 2013, le procureur général annonce l'abandon des poursuites pour abus et activités commerciales illégales. Le 11, sa condamnation de 2008 est annulée. Il reste toutefois en détention en attendant son jugement pour l'accusation de formation de groupe armé illégal.
Il se présente en tant qu'indépendant aux élections législatives géorgiennes de 2016, et est la cible de coups de feu le 2 octobre lors d'un meeting à Gori.
En réaction à l'invasion de l'Ukraine par la Russie en 2022, Okruashvili a rejoint la Légion internationale pour la défense territoriale de l'Ukraine avec d'autres volontaires géorgiens.